# Ichneumon suspiciosus
Ichneumon trispilus
Espèce
Synonymes
- Ichneumon trispilus Thomson, 1888

Ichneumon suspiciosus est une espèce d'insectes hyménoptères de la famille des ichneumonidés.

## Présentation
En été, on peut observer les adultes sur des apiacées (ombellifères) ; les adultes hivernent.
La femelle est endoparasite de chenilles de papillons de nuit (noctuelles, hépiales, géométridés, etc.), en particulier des chenilles du papillon Erannis defoliaria (Clerck, 1759).

## Synonyme
- Ichneumon trispilus Thomson, 1888.